# Апитоксинотерапия

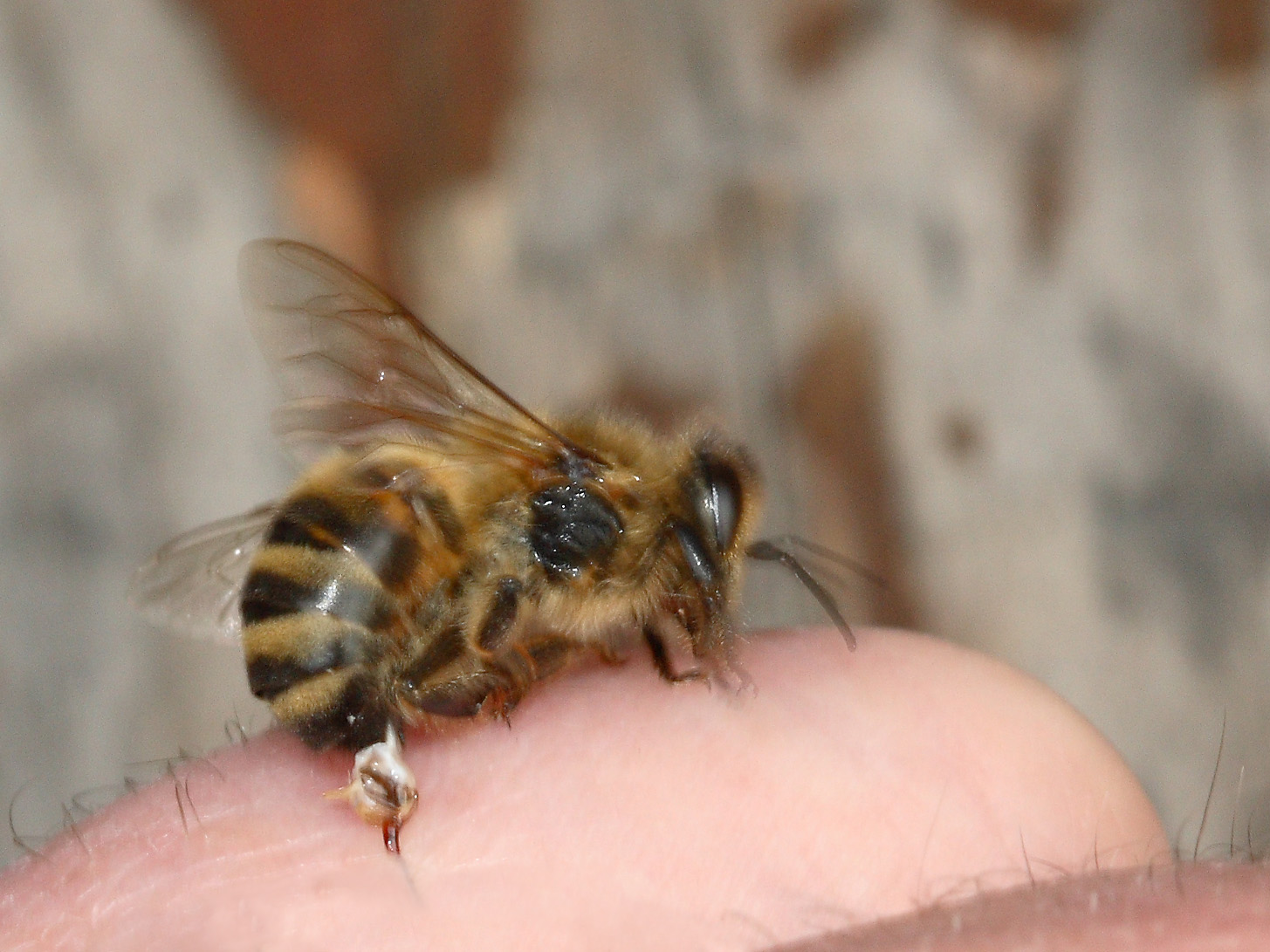

Апитоксинотерапия (лечение пчелиным ядом, англ. bee venom therapy, BVT) — лечение апитоксином (пчелиным ядом), ключевой метод апитерапии:656. В своей естественной форме — пчелоужаления (англ. bee sting therapy, BST), также может применяться в виде инъекций, нанесением на кожу (мази, электрофорез) и пр. При терапии пчелиным ядом следует соблюдать осторожность, проводить её должен специалист. В современной медицине ею лечат множество заболеваний:655.
Апирефлексотерапия — воздействие пчелиным ядом на так называемые биологически активные точки (англ. bee venom acupuncture (BVA), apipuncture).
Терапия пчелиным ядом базируется на том, что апитоксин обладает широким спектром фармакологически активных молекул, — он имеет сложный состав, который включает полипептиды мелиттин, являющийся основным компонентом и действующим веществом яда, апамин и др.:гл. 10

## История
Пчелиный яд с лечебными целями человечество использовало с древнейших времён:304, для лечения ревматизма и артрита его применение прослеживается в Древних Египте, Греции и Китае.
Первые известные нам свидетельства о лечении пчелиным ядом встречаются уже у Гиппократа (V—IV вв. до н. э.). Предписывал его Плиний Старший, описавший его пользу в своей «Естественной истории», а Гален рассказал о его применении при многих болезнях.
К терапии пчелоужалениями против подагры прибегали Карл Великий (VIII—IX вв.) и первый русский царь Иван IV Грозный (XVI в.).
Во второй половине XIX века было положено начало клиническому изучению действия пчелиного яда.
В 1859 году появилась — называемая первой научной по теме — публикация доктора Desjardins (Франция), об экспериментах с пользой пчелоужалений при ревматизме.
В 1864 году в печати на эффективность лечебного применения пчелиного яда обращает внимание петербургский профессор М. И. Лукомский (не являвшийся медиком):ч. III.
В 1888 году свои значительные наблюдения о лечении ревматических заболеваний пчелоужалениями публикует австрийский врач Ф. Терч:11. Его признают за «отца современной апитерапии».
В 1897 году вышла статья русского военного врача И. В. Любарского «Пчелиный яд как целебное средство», в которой он рассказывал о своём опыте лечения ревматизма пчелиным ужалениями; Любарский практиковал их на протяжении двадцати лет.
Для традиции лечения пчелиным ядом в Европе важную роль после Терча имеет Б. Ф. Бек, уроженец Венгрии, его также называют «отцом апитерапии» в США, куда он привнёс её после Первой мировой войны, большое внимание получила его вышедшая там книга «Bee Venom Therapy» (1935); популяризацию апитоксинотерапии в США продолжил его ученик Charles Mraz.
В 1927(8?) году были выработаны первые препараты из яда (в Германии):16:135.
По инициативе академика М. Б. Кроля в экспериментальной лаборатории Кремлёвской больницы был изготовлен препарат из яда, который успешно применялся для лечения больных нервными заболеваниями.
С тех пор появилось немало лекарственных средств с пчелиным ядом.
Россия имеет приоритет научного изучения физиологической активности пчелиного яда, первая посвящённая этому работа появилась в 1939 году — профессора Н. М. Артемова:658. В 1941 году вышла его монография «Пчелиный яд, физиологические свойства и терапевтическое применение» (издательства АН СССР).
В начале 1950-х В. Нейман и Э. Хаберман впервые продемонстрировали белки и пептиды, стоящие за биологической активностью яда. В 1968 году Хаберман опубликовал его биохимические составляющие.
Ныне в исследовании пчелиного яда были достигнуты значительные успехи, он является одним из наиболее изученных зоотоксинов:304.
В 1959 году Ученым медицинским советом Министерства здравоохранения СССР была утверждена Инструкция по применению апитерапии (лечение пчелиным ядом) путем пчелоужалений, — с её введением утратила силу временная инструкция 1957 года. «Лечебное действие пчелиного яда было подвергнуто всестороннему исследованию в условиях современной клиники и была подтверждена его высокая эффективность», — указывал Ш. М. Омаров, впоследствии видный отечественный учёный-апитерапевт, на международном симпозиуме по применению продуктов пчеловодства в медицине и ветеринарии, впервые проведенном на конгрессах Апимондии в 1971 году в Москве.
В 1976 году появилось первое тематическое экспериментальное исследование в Южной Корее, где с 1999 года начались клинические испытания пчелиного яда и количество публикаций выросло во много раз. С начала 2000-х годов в Южной Корее ежегодно выходит несколько десятков исследований, связанных с пчелиным ядом, что составляет значительную долю исследований в сообществе корейской медицины.
Целительная мощь пчелиного яда была заново открыта в лабораторных условиях с использованием животных моделей и клеточных культур.

## Применение
При лечении пчелиным ядом (апитоксинотерапии) существует риск аллергической реакции, могущей даже привести к летальному исходу (см. анафилаксия). Поэтому для безопасности лечение следует проводить только под контролем компетентного врача.
Согласно данным системного метааналитического обзора южнокорейских и китайских исследователей (2015), бо́льшая часть пациентов не сталкивалась с нежелательными явлениями при апитоксинотерапии.
В фармакопеях 12 европейских стран раствор пчелиного яда признан как лекарственное средство.
Инъекции пчелиного яда сертифицированы южнокорейской FDA как биотерапевтическое лекарственное средство.
На Украине действует Инструкция по лечению пчелиным ядом, утверждённая Проблемной комиссией «Фармация» Министерства здравоохранения и Академии медицинских наук в 2014 году.
В России действует Инструкция по применению апитерапии путём пчелоужалений, утверждённая ещё Учёным медицинским советом Министерства здравоохранения СССР, — в настоящее время она нуждается в дополнениях и изменениях. Призванный её заменить проект, подготовленный при непосредственном участии председателя Межведомственного координационного совета по апитерапии профессора В. Н. Крылова, размещён на сайте НИИ клинической апитерапии профессора И. В. Кривопалова-Москвина.
Лечение пчелиным ядом распространено в мире, прежде всего в Азии, Восточной Европе и Южной Америке. Оно применяется для лечения опорно-двигательного аппарата, нервной системы и аутоиммунных заболеваний, и, среди прочего — при артрите и ревматизме, артралгии, невралгиях, ишиасе, хронических артритах и артрозах, бронхиальной астме, гипертонической болезни, мигрени, вяло заживающих ранах и язвах, тромбофлебите, облитерирующем эндартериите, очаговой и гнёздной плешивости, ирите и иридоциклите, хроническом аднексите.
Им также лечат волчанку, хронические воспаления и боли, невриты, экзему, псориаз, герпес и другие вирусные инфекции, инфекции мочеполовой системы, и даже рак. Апитоксинотерапия находит применение и при лечении болезни Паркинсона, остеоартрита, болезни Лайма.
«Уже продолжительное время апитоксинотерапия считается эффективной при лечении многих болезней, в частности, ревматического артрита, бурсита, тендинита, опоясывающего герпеса, рассеянного склероза, ранах, подагре, ожогах и инфекциях», — отмечается в журнале «Progress in Neurobiology» в 2010 году.
Несмотря на значительную область применения апитоксинотерапии в традиционной и альтернативной медицине, в рамках доказательной медицины для подтверждения эффективности данного метода требуются дальнейшие исследования и при тех его приложениях, по которым уже имеется определённая научно-клиническая база — это, в частности, ревматоидный артрит, костно-мышечная боль, постинсультная боль в плече, артрит.
Новейшие клинические исследования показывают возможное благотворное действие пчелиного яда при нейродегенеративных заболеваниях.
Противопоказан пчелиный яд при индивидуальной его непереносимости, тяжёлых заболеваниях печени, почек, поджелудочной железы, протекающих с их функциональной недостаточностью, острых инфекционных заболеваниях, открытой форме туберкулёза, болезнях крови и кроветворной системы со склонностью к кровотечениям:гл. 13. Лечение пчелиным ядом несовместимо с употреблением алкоголя:4.5.4.
Апитоксинотерапию нередко могут рекомендовать сопровождать мёдолечением и применением других продуктов пчеловодства, а также сочетать в комплексе других лечебно-профилактических мероприятий.